# Fluoruro de hierro (III)
El fluoruro de hierro (III), también conocido como fluoruro férrico, son compuestos inorgánicos con la fórmula FeF3(H2O)x donde x = 0 o 3. El fluoruro de hierro (III) anhidro es blanco, mientras que las formas hidratadas son de color rosa claro. 

## Propiedades químicas y físicas
El fluoruro de hierro (III) es un sólido antiferromagnético térmicamente robusto, formado por centros de Fe(III) de alto espín, lo que concuerda con los colores pálidos de todas las formas de este material. Tanto el fluoruro de hierro(III) anhidro como sus hidratos son higroscópicos.

## Estructura
La forma anhidra adopta una estructura simple con centros octaédricos Fe(III)F6 interconectados por enlaces lineales Fe-F-Fe. En cristalografía, se clasifican como romboédricos con un grupo espacial R-3c.  El motivo estructural es similar al observado en el trióxido de renio. Aunque el sólido no es volátil, se evapora a altas temperaturas y el gas, que se obtiene a 987 °C, consiste en FeF3, una molécula plana de simetría D3h con tres enlaces Fe-F iguales, cada uno de longitud 176,3 pm.A temperaturas muy altas, se descompone para dar FeF2 y F2.
Se conocen dos formas cristalinas, o más técnicamente, polimorfos, del FeF3·3H2O: las formas α y β. La forma α se prepara por evaporación de una solución de HF que contiene Fe3+ a temperatura ambiente, mientras que la forma β se prepara por evaporación de dicha solución a una temperatura superior a 50 °C.  La forma α sólida es inestable y se convierte en la forma β en cuestión de días. Las dos formas se distinguen por la diferencia en el desdoblamiento cuadrupolar de sus espectros Mössbauer.

## Preparación y reacciones
El fluoruro de hierro(III) anhidro se obtiene tratando prácticamente cualquier compuesto de hierro anhidro con flúor. De forma más práctica y como la mayoría de los fluoruros metálicos, se prepara tratando el cloruro correspondiente con fluoruro de hidrógeno. 
FeCl3 + 3 HF → FeF3 + 3 HCl
También se forma como película pasivante al entrar en contacto el hierro (y el acero) con el fluoruro de hidrógeno. Los hidratos cristalizan a partir de ácido fluorhídrico acuoso.
El material es un aceptor de fluoruro. Con hexafluoruro de xenón se forma [FeF4][XeF5].
El FeF3 puro aún no se conoce entre los minerales. Sin embargo, su forma hidratada se conoce como el rarísimo mineral fumarólico topsøeita. Generalmente un trihidrato, su química es ligeramente más compleja: FeF[F0.5(H2O)0.5]4·H2O.  

## Aplicaciones
El principal uso comercial del fluoruro de hierro (III) es la producción de cerámica.
Algunas reacciones de acoplamiento cruzado están catalizadas por compuestos basados en fluoruro férrico. Específicamente, el acoplamiento de compuestos de biarilo es catalizado por complejos de fluoruro de hierro (II) hidratado con ligandos carbeno N-heterocíclicos. Otros fluoruros metálicos también catalizan reacciones similares.   También se ha demostrado que el fluoruro de hierro (III) cataliza la adición quimioselectiva de cianuro a los aldehídos para dar las cianhidrinas.

## Seguridad
El material anhidro es un potente agente deshidratante. La formación de fluoruro férrico podría haber sido la causa de la explosión de un cilindro de gas fluoruro de hidrógeno. 